# Удалый, Игорь Алексеевич
Игорь Алексеевич Удалый (8 декабря 1984, Краснодар, СССР) — российский футболист, защитник.

## Клубная карьера
Удалый начал заниматься футболом, когда пошёл в первый класс; первый тренер — бывший полузащитник московского «Спартака» и «Кубани» Владимир Казаков. В сезонах 2003 и 2004 числился в составе «Кубани». В 2005 году отправился в аренду в клуб Первого дивизиона «Содовик», в составе которого дебютировал в профессиональном футболе; всего за клуб провёл 10 матчей.
Сезон 2006 провёл в махачкалинском «Динамо», сыграв за клуб 19 матчей и забив 2 гола. Перед началом следующего сезона команда не прошла лицензирование и была расформирована, в связи с чем Игорь перебрался в команду второго дивизиона «Черноморец». С первого сезона Удалый стал основным защитником клуба, становился победителем второго дивизиона. Всего за клуб провёл 99 матчей и забил 6 голов.
В январе 2010 года заключил контракт с владивостоксим «Лучом». В феврале 2011 года продлил контракт с клубом до 2013 года, однако в 2012 году перешёл в «СКА-Энергию». За «Луч-Энергию» сыграл в 79 матчах и забил 2 гола, выступал с клубом в Кубке России в матчах против таких команд, как «Сатурн», «Крылья Советов», «Локомотив (Москва)».
С 2013 по 2017 год Удалый играл за «СКА-Хабаровск», в сезоне 2015/16 являлся капитаном команды.
Летом 2017 года перешёл в ФК «Анжи». Главный тренер команды Александр Григорян объяснил данный трансфер тем, что предпочёл игрокам запаса премьер-лиги футболистов первого дивизиона с ярко выраженной психологией победителя. Однако, не сыграв за два месяца ни одного матча в составе махачкалинской команды, игрок перешёл в «Оренбург».
Летом 2018 года вернулся в махачкалинский клуб, начав свой первый сезон в российской Премьер-Лиге.

## Достижения
- Победитель Второго дивизиона: 2007 (зона «Юг»)
- Победитель Первенства ФНЛ: 2017/2018, 2019/2020